# Naga (Film)
Naga (Originaltitel: arabisch ناقة, DMG Nāqa ‚Kameldame‘) ist ein saudi-arabischer Satire-Thriller aus dem Jahr 2023, der aus den Federn des Drehbuchautors Meshal Aljaser und seines Co-Autors Nawaf Alshubaili stammt. Die Uraufführung des Films fand im September 2023 im Rahmen der 48. Ausgabe des Toronto International Film Festival in der Sektion Midnight Madness statt. Am 7. Dezember 2023 nahm der Streamingdienst Netflix den Film weltweit in sein Angebot auf.

## Handlung
Gehorsamkeit zählt in Saudi-Arabien zur gängigen Tugend, deren Missachtung ernste Folgen haben kann. Das weiß auch Sarah, eine junge, mitunter eigenwillige Frau. Ihr strenger und konservativer Vater schreibt ihr eine strikte Ausgehzeit für eine gebilligte Einkaufstour vor. Und obwohl Sarah nicht die Absicht hat, gegen die Auflage ihres Vaters zu verstoßen, und alles daran setzt, zur vereinbarten Zeit wieder am Treffpunkt zu sein, so nutzt sie dennoch die Gelegenheit, um anderen Erledigungen nachzugehen, darunter ein heimliches Treffen mit ihrem Verehrer Saad. Zunächst scheint alles nach Plan zu laufen, doch dann überredet Saad sie, ihn zu einer geheimnisvollen Party zu begleiten, und verspricht im Gegenzug, Sarah wieder rechtzeitig zurückzubringen. Doch dann nimmt das Unglück seinen Lauf. Eine missliche Situation folgt auf die andere. Und so beginnt für Sarah ein verzweifelter Wettlauf gegen die Zeit, quer durch alle Gesellschaftsschichten und mit zahlreichen unerwarteten Hürden: Sei es unter anderem eine trächtige und blutrünstige Kameldame, die auf Rache sinnt, oder die Tatsache, dass Sarah sich allein und orientierungslos irgendwo in der Wüste um Riad wiederfindet.

## Besetzung und Synchronisation
Die deutschsprachige Synchronisation entstand nach dem Dialogbuch sowie unter der Dialogregie von Karin Lehmann durch die Synchronfirma Interopa Film in Berlin.
| Rolle              | Schauspieler           | Synchronsprecher   |
| ------------------ | ---------------------- | ------------------ |
| Sarah              | Adwa Bader             | Marie Hinze        |
| Saad               | Yazeed Almajyul        | Sebastian Kluckert |
| Hadeel             | Miriam Alshagrawi      | Magdalena Höfner   |
| Reem               | Oumkalthoum Sarah Bard | Nurcan Özdemir     |
| Abu Fahad          | Jabran Aljabran        | Jörg Hengstler     |
| Abu Nayef          | Ali Alduwian           | Florian Halm       |
| Abu Samy           | Khalid Saad            | Bernhard Völger    |
| Abu Mischari       | Rachid Alsanee         | Andreas Müller     |
| Fahad              | Bassam Alosaimi        | Joshua Nissen      |
| Mutter von Sarah   | Amal Alharbi           | Peggy Sander       |
| Vater von Sarah    | Khalid bin Shaddad     | Uwe Büschken       |
| Ghostwriter        | Mutlaq Althubaiti      | Lutz Schnell       |
| Vermieter          | Ibrahim Comic          | Tobias Lelle       |
| Eisverkäufer       | Qamar Alam             | Sven Brieger       |
| Fußballkommentator | Mischari Almaziad      | Rainer Fritzsche   |
| Hirte              |                        | Florian Clyde      |
| Kommentator        |                        | Gerrit Hamann      |
| Schwarzhaarige     |                        | Esra Vural         |
| Mann mit Turban    |                        | Robert Glatzeder   |
| Mann mit Stirnband |                        | David Turba        |
| Dünner             |                        | Kaze Uzumaki       |